# غلاسكو (كنتاكي)
غلاسكو (بالإنجليزية: Glasgow, Kentucky)‏ هي مدينة تقع في مقاطعة بارين، كنتاكي بولاية كنتاكي في وسط جنوب شرق الولايات المتحدة. تبلغ مساحة هذه المدينة 40.2 (كم²)، وترتفع عن سطح البحر 230 م، بلغ عدد سكانها 14028 نسمة في عام 2010 حسب إحصاء مكتب تعداد الولايات المتحدة وتصل الكثافة السكانية فيها 350.6 نسمة/كم2.

## التركيبة السكانية
حدّد مكتب تعداد الولايات المتحدة بيانات التركيبة السكانية لغلاسكو في تعداد الولايات المتحدة. في ما يلي، التركيبة السكانية حسب تعدادي 2000 و2010.

### تعداد عام 2000
بلغ عدد سكان غلاسكو 13,019 نسمة بحسب تعداد عام 2000، وبلغ عدد الأسر 5,606 أسرة وعدد العائلات 3,485 عائلة مقيمة في المدينة. في حين سجلت الكثافة السكانية 315.2 نسمة لكل كيلومتر مربع (816.4/ميل2). وبلغ عدد الوحدات السكنية 6,153 وحدة بمتوسط كثافة قدره 149 لكل كيلومتر مربع (385.9/ميل2).
وتوزع التركيب العرقي للمدينة بنسبة 88.92% من البيض و8.25% من الأمريكيين الأفارقة و0.13% من الأمريكيين الأصليين و0.80% من الأمريكيين ذوي الأصول الآسيوية و0.07% من سكان جزر المحيط الهادئ و0.81% من الأعراق الأخرى و1.03% من عرقين مختلطين أو أكثر و1.43% من الهسبانيون أو اللاتينيون من أي عرق.
بلغ عدد الأسر 5,606 أسرة كانت نسبة 29.8% منها لديها أطفال تحت سن الثامنة عشر تعيش معهم، وبلغت نسبة الأزواج القاطنين مع بعضهم البعض 46.4% من أصل المجموع الكلي للأسر، ونسبة 13% من الأسر كان لديها معيلات من الإناث دون وجود شريك،  بينما كانت نسبة 2.8% من الأسر لديها معيلون من الذكور دون وجود شريكة وكانت نسبة 37.8% من غير العائلات. تألفت نسبة 34.6% من أصل جميع الأسر من عدة أفراد يعيشون في نفس المنزل ونسبة 16.4% كانت تتألف من شخص يعيش بمفرده يبلغ من العمر 65 عاماً أو أكثر. وبلغ متوسط حجم الأسرة المعيشية 2.21، أما متوسط حجم العائلات فبلغ 2.83.
بلغ العمر الوسطي للسكان 40.2 عاماً. وكانت نسبة 22% من القاطنين تحت سن الثامنة عشر، وكانت نسبة 8.2% بين الثامنة عشر والرابعة والعشرين عاماً، ونسبة 25.4% كانت واقعةً في الفئة العمرية ما بين الخامسة والعشرين والرابعة والأربعين عاماً، ونسبة 22.7% كانت ما بين الخامسة والأربعين والرابعة والستين، ونسبة 16.9% كانت ضمن فئة الخامسة والستين عاماً فما فوق. يوجد لكل 100 أنثى 83.5 ذكر، ويوجد لكل 100 أنثى في الثامنة عشر من عمرها فما فوق 79.5 ذكر.
بلغ متوسط دخل الأسرة في المدينة 28,083 دولارًا، أما متوسط دخل العائلة فبلغ 36,677 دولارًا. وكان متوسط دخل الذكور 31,123 دولارًا مقابل 20,964 دولارًا للإناث. وسجل دخل الفرد الخاص بالمدينة 18,697 دولارًا. وكانت نسبة 14.1% من العائلات ونسبة 19.5% من السكان تحت خط الفقر، وكان من هؤلاء نسبة 26.7% تحت سن الثامنة عشر ونسبة 20.9% في الخامسة والستين من العمر وما فوق.

### تعداد عام 2010
بلغ عدد سكان غلاسكو 14,028 نسمة بحسب تعداد عام 2010، وبلغ عدد الأسر 5,994 أسرة وعدد العائلات 3,619 عائلة مقيمة في المدينة. في حين سجلت الكثافة السكانية 339.7 نسمة لكل كيلومتر مربع (879.8/ميل2). وبلغ عدد الوحدات السكنية 6,710 وحدة بمتوسط كثافة قدره 162.5 لكل كيلومتر مربع (420.9/ميل2).
وتوزع التركيب العرقي للمدينة بنسبة 86.11% من البيض و7.98% من الأمريكيين الأفارقة و0.12% من الأمريكيين الأصليين و0.76% من الأمريكيين ذوي الأصول الآسيوية و0.19% من سكان جزر المحيط الهادئ و2.13% من الأعراق الأخرى و2.70% من عرقين مختلطين أو أكثر و4.35% من الهسبانيون أو اللاتينيون من أي عرق.
بلغ عدد الأسر 5,994 أسرة كانت نسبة 29.7% منها لديها أطفال تحت سن الثامنة عشر تعيش معهم، وبلغت نسبة الأزواج القاطنين مع بعضهم البعض 40.5% من أصل المجموع الكلي للأسر، ونسبة 15.8% من الأسر كان لديها معيلات من الإناث دون وجود شريك،  بينما كانت نسبة 4.1% من الأسر لديها معيلون من الذكور دون وجود شريكة وكانت نسبة 39.6% من غير العائلات. تألفت نسبة 34.8% من أصل جميع الأسر من عدة أفراد يعيشون في نفس المنزل ونسبة 16% كانت تتألف من شخص يعيش بمفرده يبلغ من العمر 65 عاماً أو أكثر. وبلغ متوسط حجم الأسرة المعيشية 2.23، أما متوسط حجم العائلات فبلغ 2.85.
بلغ العمر الوسطي للسكان 40.7 عاماً. وكانت نسبة 22.2% من القاطنين تحت سن الثامنة عشر، وكانت نسبة 8.5% بين الثامنة عشر والرابعة والعشرين عاماً، ونسبة 24.8% كانت واقعةً في الفئة العمرية ما بين الخامسة والعشرين والرابعة والأربعين عاماً، ونسبة 24.9% كانت ما بين الخامسة والأربعين والرابعة والستين، ونسبة 19.6% كانت ضمن فئة الخامسة والستين عاماً فما فوق. وتوزع التركيب الجنسي للسكان بنسبة 45.9% ذكور و54.1% إناث.

## أعلام
- ديني دويل
- جوليان غودمان
- دارين هورن
- ديف هاريس
- والتر أرنولد بيكر
- كورتني جونسون
- أندرو جاكسون كليمنتس
- تيم لي كارتر

## وصلات خارجية
- www.cityofglasgow.org
- The US50 - Cities and Towns in Kentucky State